# تشارلي مكافوي
تشارلي مكافوي (مواليد 21 ديسمبر 1997) هو لاعب هوكي جليد أمريكي يلعب في نادي بوسطن بروينز في دوري الهوكي الوطني.